# Antoine-Placide Gibert
Pour les articles homonymes, voir Gibert.
Antoine Placide Gibert né à Bordeaux le 6 octobre 1806 et mort dans la même ville le 16 décembre 1875 est un peintre français.

## Biographie
Antoine Placide Gibert est le fils d'Antoine Gibert et de Jeanne Barde.
Il meurt le 16 décembre 1875.